# Тетрапалладийтрилютеций
Тетрапалладийтрилютеций — бинарное неорганическое соединение
палладия и лютеция
с формулой Lu3Pd4,
кристаллы.

## Получение
- Сплавление стехиометрических количеств чистых веществ:

{\displaystyle {\mathsf {4Pd+3Lu\ {\xrightarrow {1480^{o}C}}\ Lu_{3}Pd_{4}}}}

## Физические свойства
Тетрапалладийтрилютеций образует кристаллы
тригональной сингонии,
пространственная группа R 3,
параметры ячейки a = 1,2870 нм, c = 0,5642 нм, Z = 6,
структура типа тетрапалладийтриплутоний Pu3Pd4
.
Соединение конгруэнтно плавится при температуре 1480°C.